# Wiliame Katonivere
 (octobre 2021).
Si vous disposez d'ouvrages ou d'articles de référence ou si vous connaissez des sites web de qualité traitant du thème abordé ici, merci de compléter l'article en donnant les références utiles à sa vérifiabilité et en les liant à la section « Notes et références ».
Ratu Wiliame Katonivere, né le 20 avril 1964 à Naduri, est un homme d'État fidjien, président de la République de 2021 à 2024. 
Il est le chef de la province de Macuata depuis 2013, succédant à son frère aîné Aisea Katonivere (en), et était auparavant impliqué dans des initiatives de conservation du grand récif de la mer des Fidji.
Katonivere est président du Pine Group of Companies depuis 2020, qui comprend Fiji Pine Limited, Tropik Wood Industries Limited et Tropik Wood Products Limited. Il est également membre du conseil d'administration de Fiji Airports, Fiji Sugar Corporation (en) et Rewa Rice Ltd.

## Carrière politique
Le 22 octobre 2021, le Parlement se réunit pour la session consacrée à l'élection du président de la République. La candidature de Katonivere, proposée par le Premier ministre Josaia Voreqe Bainimarama, recueille 28 voix contre 23 à sa concurrente Teimumu Kepa.
Wiliame Katonivere prête serment le 12 novembre 2021, après avoir quitté la présidence du parti Fidji d'abord.

## Vie personnelle
Katonivere est originaire du village de Naduri, dans la province de Macuata, sur l'île de Vanua Levu. Il est marié à Filomena Katonivere et ils ont deux enfants et trois petits-enfants.